# Бараки (Владимирская область)
Бара́ки — посёлок в Судогодском районе Владимирской области России, входит в состав Вяткинского сельского поселения.

## География
Деревня находится в 12 км к югу от Владимира и в 24 км к северо-западу от райцентра Судогды близ автомобильной дороги Р-132 «Золотое кольцо».

## История
Деревня Бараки выросла на Владимирском тракте, по которому шли в Сибирь осуждённые на каторгу, ровно в одном этапе — пятнадцати верстах — от Владимира.
До революции деревня в составе Подольской волости Владимирского уезда, с 1926 года — в составе Владимирской волости. В 1926 году в деревне было 85 дворов.
С 1929 года деревня являлась центром Бараковского сельсовета Владимирского района Владимирского округа Ивановской Промышленной области, с 1936 года — в составе Ивановской области, с 1944 года — в составе Владимирской области, с 1965 года — в составе Судогодского района, с 2005 года — в составе Вяткинского сельского поселения.
30 марта 2015 года митрополит Владимирский и Суздальский Евлогий (Смирнов) освятил закладной камень православного храма во имя преподобного Сергия Радонежского. Строительство храма было завершено в 2017 году, а 25 марта 2018 года состоялось великое освящение.

## Население
| 1859 | 1905 | 1926 | 2002 | 2010 | 2021 |
| ---- | ---- | ---- | ---- | ---- | ---- |
| 175  | ↗344 | ↗353 | ↗812 | ↗826 | ↘770 |